# The Cabaret Singer (film 1915)
The Cabaret Singer è un cortometraggio muto del 1915 scritto, diretto e interpretato da Tom Moore.

## Produzione
Il film fu prodotto dalla Kalem Company.

## Distribuzione
Distribuito dalla General Film Company, il film - un cortometraggio in due bobine - uscì nelle sale cinematografiche statunitensi il 20 gennaio 1915.